# Referenzmaterial
Ein Referenzmaterial ist ein Stoff mit einer oder mehreren definierten (bekannten) Eigenschaften, die als Normal oder als Vergleichsgröße bei Messverfahren oder in der Qualitätssicherung dienen. Referenzmaterialien können Feststoffe, Flüssigkeiten oder Gase aller Art sein.
Referenzmaterialien sind unverzichtbar bei chemischen Analysen und Werkstoffprüfungen, sowie zur Qualitätskontrolle. In der Chemie und Pharmazie ist auch die Bezeichnung Referenzstandard gebräuchlich.
Viele Werkstoffprüfungen und die meisten chemischen Analysen sind Vergleichsmessungen, keine Absolutmessungen. Dabei liefert das Messgerät lediglich ein relatives Signal, das auf einen bekannten Wert bezogen werden muss (Kalibrierung). Für diesen Bezug sind Referenzmaterialien notwendig.

## Charakterisierung
Die Güte von Referenzmaterialien ist wichtig für die Genauigkeit und die Vergleichbarkeit von Analysenergebnissen. Für eine genaue Analyse sollten die relevanten Eigenschaften der Materialien nur gering schwanken. Bei Referenzmaterialien für chemische Analysen sind die Zusammensetzung und die Homogenität sehr wichtig, sowie die Rückführbarkeit dieser Größen. Definierte Referenzmaterialien werden daher von Behörden oder international anerkannten Instituten hergestellt und heißen „zertifizierte Referenzmaterialien“. Die Herstellung und Charakterisierung wird durch zahlreiche Richtlinien geregelt und unterliegt strengen Prüfungen. Für jedes der zertifizierten Materialien wird vom Hersteller ein Zertifikat mitgeliefert, mit Angaben zu den beschriebenen Eigenschaften, deren Schwankung und Prüfung.

## Hersteller

### Werkstoffprüfung
In Deutschland ist die Entwicklung zertifizierter Referenzmaterialien eine Aufgabe der Bundesanstalt für Materialforschung und -prüfung (BAM) in Berlin. Auf europäischer Ebene gibt es dafür das Institut für Referenzmaterialien und Messungen (IRMM) in Geel (Belgien).
In den USA werden Referenzmaterialien (SRM = Standard Reference Material) unter anderem vom National Institute of Standards and Technology (NIST) entwickelt und angeboten.

### Pharmazeutische Analytik
Das Europäische Arzneibuch teilt die Referenzstandards ein in:
- chemische Referenzsubstanzen (CRS),
- Referenzstandards für pflanzliche Drogen (HRS) und
- biologische Referenzzubereitungen (BRP).

Solche Referenzstandards werden zur Identifikation von Proben in der Pharmazie benutzt und sind teilweise verpflichtend vorgeschrieben. Die Referenzstandards sind bei Europäischen Direktorat für die Qualität von Arzneimitteln (EDQM) des Europarates in Straßburg erhältlich.

## Beispiele
- Bei einer chemischen Maßanalyse werden Urtitersubstanzen als Referenzmaterialien eingesetzt, welche eine chemische Reaktion eingehen.
- Zur Kalibration von Messgeräten für die optische Aktivität misst man Saccharose-Lösungen.
- Als Referenz für die Bestimmung der genetischen Variation wird DNA-Referenzmaterial verwendet.